# 吉田正紀
吉田 正紀（よしだ まさのり、1977年6月10日 - ）は日本の漫画家。愛知県出身。代表作に『イフリート〜断罪の炎人〜』、『グランドライナー』など。過去に「犬井正樹」名義でも執筆活動を行っている。

## 経歴
- 1997年、第40回新人コミック大賞に入賞。
- 2001年、サンデー超にて『SKY PLAYER!!』でデビュー。
- 2005年、週刊少年サンデーにて『グランドライナー』を短期集中連載。
- 2007年、2・3合併号週刊少年サンデーより『イフリート〜断罪の炎人〜』を連載。

## 人物
鉄道ファンである。週刊少年サンデー・今週のクエスチョンにて「先生の『豪遊体験』を教えてください。」という質問に対して、「ロマンスカーで箱根に行き、そしてただ帰ってくる。」と乗り鉄風な回答を行っている。また「『コレだけは誰にも譲れない』というこだわりは？」という質問に対しては、「700系より500系。ミューよりパノラマ。新塗装より旧…」と回答しているが、「ミューよりパノラマ」は地元名古屋鉄道の特急『ミュースカイ』『パノラマカー』を、「新塗装より旧」は鉄道車両の塗装色を表していると思われ、鉄道ファンであることを窺わせている。

鉄道がテーマの作品、『グランドライナー』や、『イフリート〜断罪の炎人〜』では、のぞみ・つばさ・さくらという名の人物が登場したり、ある人物の誕生日が鉄道の日であったり、ユウ・ニナミと九条唯が出会う話で、ニナミがプレイしていたクイズゲームに「最新型の小田急ロマンスカー （連載当時は50000形VSE）はどれでしょう？」という問題が出るなど、作品にもそれが表れている。

## 作品

### 連載
- グランドライナー（週刊少年サンデー2005年3・4合併号 - 2005年11号、全1巻）
- イフリート〜断罪の炎人〜（週刊少年サンデー2007年2・3合併号 - 2008年40号、全9巻）
- 楽神王 〜vero musica〜（ゲッサン2009年6月号 - 2010年12月号、全4巻）
- 機動戦士ガンダムAGE トレジャースター（月刊コロコロコミック2011年10月号 - 2012年6月号、全2巻）
- フューチャーカード バディファイト ダークゲーム異伝（コロコロアニキ第1号 - 2018年春号、全3巻）
- フューチャーカード 神バディファイト ホーリー異伝（コロコロアニキ2018年夏号 - 2019年春号）
- 東京軌道エレベーターガール（原作担当、作画：中林ずん、サンデーうぇぶり2019年2月10日 - 2021年2月14日、全5巻）

### 読切
- ウォーターエレメンテラーMIZUKI（週刊少年サンデーＲ1997年9月11日増刊号）※犬井正樹名義
- SKY PLAYER!!（少年サンデー超2001年8月25日号）
- 匠の拳（少年サンデー超2001年11月25日号）
- 阿部勇樹物語（少年サンデー超2002年4月25日号）
- 黄昏の人形遣い（少年サンデー超2002年6月25日号）
- マモルヨロイ（少年サンデー超2003年5月25日号）
- 楽神王 Vero musica（少年サンデー超2003年10月25日号）
- 断罪の炎人（週刊少年サンデー2004年43号）
- 音楽世界 〜Mio Musica〜（コミックボンボン増刊アブラカタブラ創刊号）※犬井正樹名義
- 吉田ダラダラ日記（ゲッサン2009年6月号別冊付録）

## 師匠
- 三好雄己[1]（『デビデビ』連載時点）

## アシスタント仲間
- 田村光久[2]